# Le Fruit défendu (film, 1952)
Pour les articles homonymes, voir Fruit défendu (homonymie).
Pour plus de détails, voir Fiche technique et Distribution.
Le Fruit défendu est un film français réalisé par Henri Verneuil, sorti en 1952. C'est l'adaptation au cinéma du roman Lettre à mon juge, de Georges Simenon, publié en 1947.
Le film suit un médecin, menant une vie convenue de la petite bourgeoisie de province, qui tombe amoureux d'une jeune femme. Au fil de l'approfondissement de leur relation, il devient violemment jaloux et lui reproche ses sorties et ses relations amicales.

## Synopsis
À Arles, le docteur Charles Pellegrin, veuf d'un premier mariage et père de deux fillettes, a épousé en secondes noces Armande, une femme surtout préoccupée par le statut social que lui procure ce mariage.
À l'occasion d'un déplacement professionnel à Marseille, Pellegrin rate son train et tue le temps en compagnie de Martine, une jeune et belle femme. Assez rapidement, elle devient sa maîtresse et il lui donne de l'argent. Il va même jusqu'à l’introduire dans son cercle familial où il la fait passer pour une patiente ayant besoin de l'air du sud et recommandée par un célèbre professeur de médecine parisien.
Martine a gardé le contact avec Boquet, un patron de bistrot un peu louche, qui d'ailleurs est l'un des patients de Pellegrin. Boquet rend son médecin fou de jalousie, à tel point que la crise couve entre Martine et Pellegrin.
À la veille de l'anniversaire de Charles, à la suite d'une énième scène de jalousie, Martine décide de quitter son amant et la ville. Pendant ce temps, Armande Pellegrin reproche à son mari, non pas le fait que Martine soit sa maîtresse, mais que cette situation entraîne des cancans dans la ville. À son tour, Pellegrin fait sa valise et tente de rejoindre Martine à la gare où il ne la retrouve pas. Passant devant le café de Boquet, il la voit conversant aimablement avec ce dernier, puis s'en aller et monter dans un autocar. Il la regarde partir complètement détruit et rejoint le foyer familial. Les deux époux se retrouvent et ensemble décident de continuer leur vie commune. Les derniers mots d'Armande donnent à penser à Charles qu'elle comprend la responsabilité qu'elle a dans l'échec de leur couple et son désir d'échappée. Tout ne reprendra peut-être pas exactement comme avant. Peut-être...

## Fiche technique
- Titre : Le Fruit défendu
- Réalisation : Henri Verneuil, assisté de Pierre Chevalier et de Jacques Prunet
- Scénario : d'après le roman de Georges Simenon Lettre à mon juge (éditions Presses de la Cité, 1947)
- Adaptation et dialogues : Jacques Companeez, Jean Manse, Henri Verneuil
- Décors : Rino Mondellini, assisté de René Calviera et Georges Lévy
- Costumes: Pierre Balmain
- Photographie : Henri Alekan
- Opérateur : Henri Tiquet, assisté de Alain Douarinou, Robert Foucard et Menvielle
- Photographe de plateau : Walter Limot
- Montage : Gabriel Rongier, assisté de Fernand Manella
- Son : Antoine Archimbaud
- Musique : Paul Durand (Éditions Continental)
- Musique folklorique : Mr Fayard et ses tambourinaires
- Accessoiristes : Albert Arnoux, Raymond Lemarchand
- Habilleuses : Louise Alberti, Katia Niemansky
- Tapissier : Jean Charpentier
- Recorder : Pierre Zann
- Perchman : Henri Richard
- Script-girl : Paule Converset
- Régie générale : Paul Laffargue
- Régisseuse ajointe : Margot Capelier
- Société de production : Gray-Films
- Société de distribution : Cocinor
- Chef de production : Ayres d'Aguiar
- Directrice de production : Ludmilla Goulian
- Maquillage : Lina Gallet, assistée de Lala Janvier
- Coiffeur : Serge Stern
- Régisseur ensemblier : Robert Turlure
- Tournage : Du 2 mai au 25 juin 1952, Franstudio de Saint-Maurice
- Pays :  France
- Format : Noir et blanc - 1,37:1 - 35 mm - Son mono
- Enregistrement : RCA
- Tirage : Liano Film
- Durée : 99 minutes
- Genre : Comédie dramatique
- Date de sortie : 
  - France - 24 septembre 1952

## Distribution
- Fernandel : Docteur Charles Pellegrin
- Françoise Arnoul : Martine Englebert
- Claude Nollier : Armande Barthélemy-Pellegrin
- Sylvie : Mme Pellegrin mère
- Jacques Castelot : Boquet
- René Génin : docteur Marchandeau
- Raymond Pellegrin : Octave
- Pierrette Bruno : Toinette
- Fernand Sardou : Fontvieille
- Manuel Gary : Jacky
- Odette Roger : la femme du garde-barrière
- Mireille Ponsard : Marthe, la bonne des Pellegrin
- Micheline Gary : Léa, la copine de Martine
- Hélène Tossy : Mme Rochemaure, la concierge de Martine
- Jacky Gencel : le petit Justin
- Yannick Maloire et Marie Martine : les filles de Pellegrin
- Max Dalcourt

Non crédités : 
- Jackie Sardou : la mère du garçon radiographié
- Nicolas Amato : le patron du restaurant
- Serge Lecointe : le garçon radiographié

## Remarques
- Le roman Lettre à mon juge de Georges Simenon a une fin bien plus dramatique que celle du film, puisque dans le roman le personnage principal tue Martine avant de se suicider.
- À cause d'une scène de baiser, entre Fernandel et Françoise Arnoul, le film fait l'objet de l'apposition d'un rectangle blanc par l'ORTF, lors de la première diffusion à la télévision française[réf. nécessaire].
- Le tournage du film se déroule à Arles, devant une foule enthousiaste. A un politicien local qui lui fait remarquer que sa popularité lui garantirait un succès certain en politique auprès des Français, Fernandel rétorque « Ma seule politique est de leur faire oublier la politique »[1].